# 2002 RP120
(65407) 2002 RP120 eller 2002 RP120 utmärker sig genom att ha en av de mest excentriska omloppsbanorna bland alla småplaneter i Solsystemet. 2002 RP120 är klassificerad som en damokloid, d.v.s. har en hög banlutning likt en komet men är samtidigt klassificerad som en TNO då större delen av omloppsbanan ligger utanför Neptunus.
Omloppsbanan är retrograd och når in i asteroidbältet och så långt ut som drygt 2,5 gånger avståndet till Neptunus.